# Познань (аеропорт)
Аеропорт Познань-Лавиця імені Генрика Венявського (IATA: POZ, ICAO: EPPO) — один з найстаріших аеропортів у Польщі, побудований в 1913 році. Розташований за 5 км на захід від центру Познані. Назва походить від передмістя Лавиця, що наразі у складі району (дільниці) Грюнвальд Познані, а аеропорт фактично розташований у районі Єжиці.

## Наземний транспорт
Автобусний маршрут № 159 зупиняється в зоні прильоту аеропорту і прямує до головного залізничного вокзалу Познані. Час в дорозі близько 20 хвилин.

## Авіалінії та напрямки, жовтень 2020
| Авіакомпанія          | Пункт призначення |
| --------------------- | --- |
| Bulgarian Air Charter | Сезонний чартер: Бургас |
| Buzz                  | Сезонний чартер: Родос |
| Corendon Airlines     | Сезонний: Анталія |
| Enter Air             | Сезонний: Бодрум, Ханья Чартер: Анталія, Фуертевентура, Хургада, Лансароте, Марса-Алам, Тенерифе-Південний Сезонний чартер: Агадір, Бургас, Даламан, Джерба, Енфіда, Мадейра, Жирона, Гран-Канарія, Ізмір, Кос, Ламеція-Терме, Ларнака, Малага, Ольбія, Пальма-де-Мальорка, Пафос, Рас-ель-Хайма, Родос, Салала, Шарм-ель-Шейх, Тирана, Тиват, Варна, Закінф |
| KLM                   | Амстердам |
| LOT Polish Airlines   | Варшава–Шопен Сезонний: Барселона, Бургас, Корфу, Дубровник, Іракліон, Кавала, Пальма-де-Мальорка, Подгориця, Рим-Ф'юмічіно, Спліт, Закінф |
| Lufthansa             | Франкфурт, Мюнхен |
| Norwegian Air Shuttle | Копенгаген, Осло-Гардермуен |
| Nouvelair             | Сезонний чартер: Монастір |
| Onur Air              | Сезонний чартер: Анталія, Бодрум |
| Pegasus Airlines      | Сезонний чартер: Анталія |
| Ryanair               | Аліканте, Париж-Бове, Мілан-Бергамо, Бристоль, Будапешт, Корк, Дублін, Единбург, Харків, Київ-Бориспіль, Ліверпуль, Лондон-Станстед, Мальта, Манчестер, Одеса, Осло-Торп, Тель-Авів Сезонний: Афіни, Корфу, Жирона, Пафос, Подгориця, Рим-Чіампіно, Задар |
| Scandinavian Airlines | Копенгаген |
| Smartwings Poland     | Сезонний чартер: Бодрум, Ханья, Корфу, Даламан, Іракліон, Ізмір, Ольбія, Пафос, Варна, Закінф |
| SunExpress            | Сезонний: Анталія |
| Wizz Air              | Париж-Бове, Донкастер/Шеффілд, Ейндговен, Київ-Жуляни, Кутаїсі, Лондон–Лутон, Осло-Торп |

## Статистика
| Рік  | Пасажирообіг | Вантажообіг | Авіаційний трафік |
| ---- | ------------ | ----------- | ----------------- |
| 2018 | 2.476.304    |             | 31.189            |
| 2017 | 1.852.655    | 466         | 25.390            |
| 2016 | 1.710.216    | 212         | 24.776            |
| 2015 | 1.500.918    | 261         | 21.819            |
| 2014 | 1.445.350    | 146         | 20.998            |
| 2013 | 1.355.056    | 168         | 20.602            |
| 2012 | 1.595.221    | -           | 25.261            |
| 2011 | 1.463.468    | -           | 23.069            |
| 2010 | 1.419.121    | -           | 23.601            |
| 2009 | 1.271.757    | -           | 22.862            |
| 2008 | 1.274.679    | -           | 23.609            |
| 2007 | 896.937      | -           | 18.684            |
| 2006 | 670.702      | -           | 17.364            |
| 2005 | 410.568      | -           | 15.595            |
| 2004 | 380.676      | -           | 16.405            |
| 2003 | 263.551      | -           | 14.174            |
| 2002 | 227.498      | -           | 13.007            |
| 2001 | 227.898      | -           | 15.397            |
| 2000 | 227.874      | -           | 13.225            |
| 1999 | 206.367      | -           | 12.127            |
| 1998 | 192.538      | -           | 11.706            |
| 1997 | 158.942      | -           | 11.574            |
| 1996 | 122.892      | -           | 10.051            |

Źródło: Port Lotniczy Poznań Ławica – Statystyki [Архівовано 24 червня 2017 у Wayback Machine.]